# Barbora Munzarová
Barbora Munzarová (* 28. prosince 1971 Praha) je česká herečka.

## Život
Oba její rodiče byli herci, její matkou byla herečka Jana Hlaváčová a otcem herec Luděk Munzar. Po absolutoriu DAMU (1995) začínala v Divadle Josefa Kajetána Tyla v Plzni, odkud pak v roce 1999 přešla do Divadla na Vinohradech, angažmá ukončila v roce 2009.
Od roku 2002 byla manželkou herce Jiřího Dvořáka, který hrál v témže divadle a se kterým má dceru Annu (* 2002). Manželství bylo v roce 2009 rozvedeno. Munzarová si našla přítele Martina Trnavského, se kterým se poznali na natáčení Ordinace v růžové zahradě. Dne 4. srpna 2018 uzavřeli sňatek.

## Filmografie

### Televizní seriály
- 2001 – Šípková Růženka
- 2004 – Místo nahoře
- 2004 – Pojišťovna štěstí
- 2006 – Místo v životě
- 2007 – Příkopy
- 2008 – Ordinace v růžové zahradě 2 (MUDr. Pavla Barnová)
- 2016 - Případy prvního oddělení (Tréglová)
- 2017 – Labyrint II

### Televizní filmy
- 2001 – Oběti: Znásilnění
- 2001 – Vůně vanilky
- 2004 – In nomine patris
- 2006 – Tajemství Lesní země
- 2009 – Ďáblova lest
- 2011 – Čertova nevěsta

### Pořady
- 1999 – Banánové rybičky
- 2011 – WIPEOUT Souboj národů!
- 2013 – Kurňa, co to je?